# If (chanson de Pink Floyd)
Pour les articles homonymes, voir If.
Pistes de Atom Heart Mother
Atom Heart Mother
(1) Summer '68
(3)
If est la deuxième chanson de l’album Atom Heart Mother du groupe britannique Pink Floyd. La chanson a été écrite et chantée par Roger Waters. Elle ne fut jouée par le groupe qu'une seule fois en spectacle, le 16 juillet 1970.

## Personnel
- Roger Waters – chant, guitare classique, basse
- David Gilmour – guitare électrique
- Richard Wright – piano, orgue Hammond
- Nick Mason - batterie